# Raúl Schiaffino
Raúl Schiaffino (Montevideo, 7 dicembre 1923 – Montevideo, 16 maggio 1993) è stato un calciatore uruguaiano, di ruolo attaccante.
Prende parte al Sudamericano 1946, dove segna un gol nell'ultimo match con il Paraguay (perso 2-1) e la Nazionale uruguaiana termina il girone in quarta posizione.
Era il fratello maggiore del più famoso Juan Alberto Schiaffino, campione del mondo nel 1950.

## Palmarès

### Club
- Campionato uruguaiano: 3

Peñarol: 1944, 1945, 1949
- Torneo Competencia: 3

Peñarol: 1946, 1947, 1949

### Individuale
- Capocannoniere del campionato uruguaiano: 1

1945 (21 gol, a pari merito con Nicolás Falero)